# Lubor Tesař
Lubor Tesař (* 11. května 1971 Plzeň), přezdívaný Tesil, je bývalý český profesionální cyklista. Jeho největšími úspěchy jsou 5. místo v bodovacím závodě na dráze na Olympijských hrách v Barceloně a 3. místo na Mistrovství světa v silniční cyklistice v závodě amatérů v roce 1993.
Lubor je trojnásobným národním šampionem (Československa 1993 jako amatér a Česka 1994 a 2003 jako elite).
Je také jedním ze stálých expertů České televize na silniční cyklistiku.

## Úspěchy[5]
| - Vítěz 4. etapy Kolem Rakouska - Celkový vítěz Niedersachsen-Rundfahrt - vítěz 10. individuální časovky - Vítěz prologu Kolem Rakouska - Celkový vítěz Okolo Slovenska - Mistr Československa v silničním závodu amatérů - Vítěz 7. etapy Bayern Rundfahrt - 3. v silničním závodu amatérů na Mistrovství světa v silniční cyklistice - 4. celkově na Závodě míru - vítěz 2., 4. a 6. etapy - Mistr České republiky v silničním závodu mužů - 2. v časovce na Mistrovství České republiky - Vítěz 6. etapy Tour de Serbie - 2. v časovce na Mistrovství České republiky - 2. celkově na Tour de Serbie - vítěz 4. a 5. etapy - Vítěz Poreč Trophy - Vítěz 1. a 4. etapy Giro del Capo - Vítěz prologu a 2. etapy Tour of Saudi Arabia - 2. celkově na Sachsen-Tour - 3. celkově na Giro del Capo - 3. celkově Rund um Düren - 4. celkově GP Istria | - Vítěz na Rund um Düren - Vítěz 2., 3. a 7. etapy Tour de Beauce - Mistr České republiky v silničním závodu mužů - Vítěz 6. etapy Tour de Beauce - 3. na Memoriał Henryka Łasaka - 3. na Sparkassen Giro Bochum - Celkový vítěz Tour Bohemia - vítěz 1. etapy - Mistrovství České republiky - 3. v časovce - 4. v silničním závodě - 5. celkově na Giro del Capo - vítěz ve 3. etapě - Vítěz Sparkassen Giro Bochum - Vítěz 7. etapy na Závodě míru |